# 톰 델론지
톰 들롱(영어: Tom DeLonge, 영어 발음: /dəˈlɒŋ/, 1975년 12월 13일 ~ )는 미국의 음악가, 싱어, 작곡가, 작가, 레코드 프로듀서, 배우이자 영화감독이다. 독특한 노래 목소리를 가지고 있는 것이 특징이며 2005년 창단한 록 밴드 Angels & Airwaves에서 리드 보컬리스트와 기타리스트로 활동 중이다. 또한 1992년에 데뷔한 록 밴드 블링크-182의 공동 리드 보컬리스트이자 공동 설립자였다. 2015년에 탈퇴하였으나 2022년에 복귀하였다.